# Swen Vincke
Swen Johan Vincke (Brugge, 30 mei 1972) is een Belgisch computerspelontwerper, programmeur en spelregisseur. Hij is de oprichter en CEO van het computerspelbedrijf Larian Studios, waar hij leidinggevende was tijdens de ontwikkeling van de Divinity-serie en Baldur's Gate 3.

## Vroege leven
Vincke werd geboren op 30 mei 1972 te Brugge, als zoon van Robert Vincke en Josiane Goderis. Hij groeide op in De Panne, waar zijn ouders een restaurant uitbaatten. Hij heeft ook een oudere zus. Vincke ontwikkelde op jonge leeftijd een interesse in programmeren, arcade- en computerspellen, en basketbal. Hij was vooral gefascineerd door Dungeons & Dragons en rollenspellen (rpg) zoals de Ultima- serie, die in de toekomst de inspiratiebron zouden worden voor zijn eigen games.
Vincke maakte zijn eerste spel, een jachtsimulator, toen hij ziek thuis zat en zich uit verveling verdiepte in programmeren. Hij maakte de game voor zijn vader. Zijn tweede game ging over skiën.
Hij studeerde af aan de Universiteit Gent met een diploma in computerwetenschappen. Oorspronkelijk was hij geïnteresseerd in spraakherkenning bij computers, maar besloot zich te wijden aan het maken van computerspellen toen hij zag hoeveel plezier mensen hadden met de games die hij maakte.

## Carrière
Vincke kreeg in de jaren 90 een contract bij Atari om een RPG te maken. Dit leidde in 1996 tot de oprichting van Larian Studios. Als CEO en creatief directeur speelt hij een centrale rol in het bedrijf en de ontwikkeling van hun games. Hij was de leider en hoofdprogrammeur van Larian's eerste gepubliceerde project en game The LED Wars (1997). Deze werd al snel gevolgd door de twee games van de Divinity-series, de bekroonde Divine Divinity (2002) en het vervolg Beyond Divinity (2004).
Vincke was ook verantwoordelijk voor het ontwerp van KetnetKick (2004), een educatief computerspel ontwikkeld voor de Vlaamse kinderzender Ketnet. Dit spel heeft later gelicentieerde implementaties gezien door verschillende andere kinderkanalen, waaronder de Britse zender CBBC (TV channel)(getiteld Adventure Rock), de Franse zender Jeunesse TV (getiteld GulliLand ) en de Noorse zender NRK (getiteld Superia ). Later was hij leider van een reeks projecten, waaronder de educatieve spellen genaamd Monkey Labs (2009) en Monkey Tales (2011).
Vincke was regisseur, game-ontwerper en scriptmedewerker voor Divinity II, voor het eerst uitgebracht in 2009, en de definitieve versie werd uitgebracht in 2012 Rond die tijd kwam hij tot het besluit om van Larian een eigen uitgeverij te maken. Vervolgens hield hij toezicht op de productie van de spin-off Divinity: Dragon Commander.
Tegelijkertijd werkte Vincke aan het vierde deel in de hoofdreeks van Divinity, getiteld Divinity: Original Sin, dat in 2014 werd uitgebracht. De game werd een kritisch en commercieel succes. Vervolgens regisseerde hij het vervolg Divinity: Original Sin II, uitgebracht in 2017, dat werd geprezen als een van de beste rollenspellen aller tijden.
Hierna heeft Vincke als creatief directeur leiding gegeven aan de ontwikkeling van Baldur's Gate 3. De game werd in augustus 2023 uitgebracht en kreeg universele erkenning en won verschillende Game of the Year-prijzen.

## Erkenning
In 2020 werd Vincke de eerste winnaar van de Belgian Lifetime Achievement Award voor zijn carrière en invloed op de Belgische gamesindustrie. In 2023 nam Variety hem op in de index van de 500 meest invloedrijke bedrijfsleiders die de mondiale media-industrie vormgeven.
Vincke ontving op 11 juli 2024 in het Errerahuis te Brussel het Ereteken van de Vlaamse Gemeenschap 2024, een orde van Verdienste van de Vlaamse Regering, voor zijn bijdragen aan de ontwikkeling, het positieve imago en de uitstraling van Vlaanderen, in zijn geval specifiek in de gaming-industrie.

## Privé
Vincke is getrouwd en heeft vier kinderen. Naast Nederlands als zijn moedertaal spreekt hij vloeiend Frans en Engels.

## Games
| Jaar | Titel                            | Rol(len)                                                             |
| ---- | -------------------------------- | -------------------------------------------------------------------- |
| 1997 | The L.E.D. Wars                  | Projectleider, programmering, videoproductie, stemmen, niveaumontage |
| 2002 | Divine Divinity                  | Projectleider, hoofdprogrammeur, engineprogrammering                 |
| 2004 | Beyond Divinity                  | Projectleider, hoofdprogrammeur                                      |
| 2004 | KetnetKick                       | Spelleider                                                           |
| 2009 | Divinity II: Ego Draconis        | Regisseur, gamedesign, aanvullende programmering, scriptbijdragen    |
| 2010 | Divinity II: Flames of Vengeance | Regisseur, gamedesign, aanvullende programmering, scriptbijdragen    |
| 2013 | Divinity: Dragon Commander       | Regisseur, gamedesign, scriptbijdragen                               |
| 2014 | Divinity: Original Sin           | Regisseur, gamedesign, verhaal                                       |
| 2017 | Divinity: Original Sin II        | Regisseur                                                            |
| 2023 | Baldur's Gate 3                  | Regisseur                                                            |